# 남남 문제
남남 문제(南南問題, south-south problem)는 1980년대가 되면서, 개발도상국들 간의 경제적 격차와 그에 수반되는 문제를 의미한다. 선진국과 개발도상국 간의 경제적 격차를 의미하는 남북 문제에서 파생된 용어로, '남(南)'으로 표현된 개발도상국들 간에 일어나는 남북 문제를 의미한다.
개발도상국들 중에서도 풍부한 천연 자원이나 빠른 공업화로, 경제적 측면에서 앞선 국가가 있는 반면, 그에 뒤떨어진 국가도 있는데, 이 격차로 인해 '남쪽'의 개발도상국들 간에도 남북 문제와 같은 대립이 일어나고 있다. 예시로는 신흥공업국인 '중화인민공화국, 터키, 인도'같이 경제력 규모에서 선진국과 동일하거나 능가하는 신흥 경제대국과 서남 이하 아프리카 등지의 저개발국간의 격차에서 벌어지는 문제를 들 수 있다.

## 개요
남권으로 통치되는 저개발국·개발도상국 사이에서도 내부적 분화가 일어나기 시작했다.
비동맹회의와 UNCTAD를 중심으로 집약된 남권의 주장은 결의안 도출이라는 형식적인 성과에 그침으로써 그 격차가 더욱 심화될 뿐이었다. 물론 GATT의 일반특혜관세제도(GSP)나 국제경제기구를 통한 자본·기술 원조 등 부분적인 성과도 있었으나, 문제는 남권 국가들 중에서 부존자원을 보유한 국가들이 경제적 부를 축적하기 시작했고, 일부 국가들은 경제개발을 성실히 완수함으로써 일정한 단계에 도달했다는 데 있었다. 그 결과 내부적인 격차가 심화되면서 미묘한 갈등이 노정되었으며, 대선진국 협상에서도 의견대립이 발생하기 시작했다. OEEC·NICS로 대표되는 탈개발도상국가들은 오히려 기층국가들로부터 협력과 개방압력을 받기 시작했으며, 특히 자원민족주의를 내세운 OEEC의 연대는 남북을 가리지 않는 무차별적인 성격을 지니고 있다.
남북문제는 자본주의의 불균등성장 모순과 서방선진국가 중심으로 구조된 국제경제의 체제적 모순에서 기인하지만 남권국가들의 의존적인 자세와 내부적 수혜조건 결여에도 일부 원인이 있다. 저개발국가들은 과거 식민지배 당시부터 수탈과 착취만을 당하여 국가형성 작업에서 요구되는 기본적인 인적·기술적 자원조차 결여되어 있었고, 대부분 식민경제체제의 유제가 경제기초를 이루고 있었다. 과거 식민지배세력의 우민화정책은 독립 이후 정치적 무관심과 비민주적 폐습·유제를 야기시켰고 마침내는 소수자에 의한 권력투쟁이라는 결과를 낳았다.
이러한 비민주적 정치상황과 정정불안은 수정자본주의의 속성이나 경제성장 이론의 원칙상 정부주도형·정경유착이라는 특질과 맞물려 부정적인 결과만을 도출시켰다. 즉, 저개발국에 대한 원조·공여는, 까다로운 조건이 붙고 점차 감소되고는 있으나, 대부분의 경우는 이러한 비효율적·비생산적인 모순에 의해 수혜국 스스로 무효화시키고 있었다.
남북문제와 남남문제라는 2가지 부담을 안게 된 남권에서는 개발도상국간의 밀접한 협력체제를 구축하여 공동자립을 달성하자는 '개발도상국간의 경제협력(Economic Cooperation Among Developing Countries, ECDC), 즉 남남협력(southsouth cooperation)을 제창하기 시작했다. 남권간의 일반특혜관세제도(GSTP), 제3국 시장에서의 공동구매 및 무역정보교환을 통한 상호협력, 남권 차원의 국제금융기관 설립, 기술협력 등을 골자로 한 ECDC는 각국의 정치·경제적 환경과 여건의 차이로 구체적인 성과를 도출하지 못하고 있는 가운데, 선진국가들의 시장개발과 지적 재산권 보장요구는 혼미를 거듭하고 있는 남권에게는 심각한 위기이다.

## 같이 보기
- 남북 문제
- 제3세계